# کتابخانه وزیری
کتابخانه وزیری در یزد، یکی از بزرگترین و قدیمی ترین کتابخانه های یزد است. این کتابخانه در سال ۱۳۴۴ تاسیس شد. محل تاسیس این کتابخانه در مجاورت مسجد جامع یزد بود. در زمان تاسیس در این کتابخانه یک‌هزار و ۶۰۰ جلد کتاب خطی و چاپی قرار داشت. این کتابخانه توسط شخصی به نام علی‌محمد ‌وزیری تاسیس شد و نام او را بر این کتابخانه گذاشتند.

## گنجینه
این کتابخانه بیش از ۸۰ هزار سند تاریخی ارزشمند، آثار و نفایس موزه‎ای را در گنجینه خود گردآوری و در اختیار مراجعان و اعضای خود قرار داده است. از میان آثار نگهداری شده در این کتابخانه، ۵ اثر تاریخی آن در فهرست آثار ملی ایران قرار گرفته است. بیش از 150 جلد قرآن خطی در کتابخانه و موزۀ وزیری یزد نگهداری می‌شود کتابخانه وزیری یزد، ۶۰ نسخه دست‌نویس و چاپ‌سنگی از نهج‌البلاغه را در اختیار دارد که تاریخ کتابت قدیمی‌ترینِ آن به قرن ۹ هجری می‌رسد.